# 마이애미 오렌지 볼
마이애미 오렌지 볼(Miami Orange Bowl)은 미국 플로리다주 마이애미에 소재했던 경기장이다. 과거 NFL 마이애미 돌핀스와 NASL 마이애미 FC의 홈경기장으로 사용했다. 철거 후 말린스 파크가 들어섰다.